# Гранатовый домик
«Гранатовый домик» (англ. A House of Pomegranates) — сборник сказок ирландского писателя Оскара Уайльда, впервые опубликованный в 1891 году в качестве второй части книги, также включавшей его первый сборник сказок «Счастливый принц» 1888 года.

## Содержание
Сборник включает четыре сказки:
1. «Молодой король» (англ. The Young King).
2. «День рождения Инфанты» (англ. The Birthday of the Infanta).
3. «Рыбак и его душа» (англ. The Fisherman and his Soul).
4. «Мальчик-Звезда», «Звёздный мальчик» (англ. The Star-Child).

## Сюжеты

### Молодой король
Незаконнорожденный сын принцессы был отдан на воспитание пастуху, однако когда старый король умирал, он вернул юношу во дворец, чтобы того короновали как нового короля. Юноша был покорён красотой дворца и с нетерпением ждал коронации, где он должен был предстать в одеянии из тканого золота, в усеянной рубинами короне и со скипетром, покрытым жемчугами. Однако перед коронацией ему приснилось три сна, в которых он ясно увидел, какие страдания испытывают люди, которые шьют его одеяния, ищут для него жемчуг в океане и рубины в долине реки. Юноша решил отречься от роскоши, надел свою старую пастушескую тунику из овчины и так пошёл в церковь. И придворные, и народ смеялись над ним, а епископ убеждал юношу, что только Бог в силах уменьшить страдания людей, но не делает этого. Юноша стал молиться в алтаре, после чего повернулся к собравшимся, и они увидели, что солнечный свет соткал ему облачение прекраснее, чем из золота, а его посох расцвёл яркими цветами. Все в трепете преклонили колени, и никто не решался взглянуть в лицо молодого короля, потому что оно было подобно ангельскому лику.

### День рождения Инфанты
По случаю 12-летия Инфанты король-вдовец устраивает большой праздник, на котором девочка играет с другими детьми, смотрит детский вариант боя быков, выступления фокусников и танцовщиков и в числе прочего — танец мальчика-Карлика, недавно пойманного в лесу. Карлик столь уродлив и смешон, что его выступление пользуется большой популярностью, и Инфанта даже бросает ему белую розу из своих волос. После сиесты Карлика просят выступить снова. Он счастлив и убеждён, что Инфанта полюбила его. Карлик мечтает, как он поведёт девочку в лес, где он знает повадки всех птиц и зверей, и покажет Инфанте красоту леса и его обитателей. Во время сиесты Карлик в поисках принцессы заходит во дворец и бродит по пустынным комнатам. Вдруг в одной из комнат он видит страшное существо, копирующее его движения. Никогда не видевший зеркала, Карлик со временем понимает, что он видит самого себя, и осознаёт своё уродство, а также то, что Инфанта и остальные просто смеялись над ним. Входит Инфанта в сопровождении свиты, но она застаёт только смерть маленького Карлика на полу залы. Камергер сообщает, что у Карлика разбилось сердца, и Инфанта требует, чтобы в следующий раз у тех, кто приходит с нею играть, не было сердца.

### Рыбак и его душа
Молодой Рыбак увидел в море и полюбил Морскую деву, которая сказала ему, что они смогут быть вместе, если он избавится от своей души. От молодой Ведьмы Рыбак узнал, как избавиться от души: тело души — это тень человека, и Рыбак отрезал специальным ножом свою тень. Теперь Душа жила отдельно от него, и Рыбак ушёл к своей возлюбленной. Душа очень горевала и каждый год после этого приходила на берег моря и рассказывала Рыбаку о своих странствиях по востоку и югу. После первого года она рассказала о том, что нашла Зеркало мудрости, и предложила Рыбаку оставить Деву, чтобы стать самым мудрым человеком в мире. Но Рыбак сказал, что любовь выше мудрости, и остался с Девой. После второго года Душа рассказала о том, что она добыла перстень, дающий богатства, и теперь Рыбак сможет стать самым богатым в мире. Однако Рыбак вновь отказался уйти от Девы, сказав, что любовь выше богатства. После третьего года Душа сказала Рыбаку, что недалеко есть городок, где в таверне танцует молодая девушка, и лучше этого зрелища нет ничего на свете. Решив, что это не займёт много времени, Рыбак вышел из моря, чтобы посмотреть на танец. Душа повела его по городам, так и не показав танцовщицу, но подговорив совершить греховные поступки: украсть, ударить ребёнка, убить человека. Рыбак понял, что его Душа злая, на что она ответила, что он не дал ей сердца, когда отсёк её от себя. Тогда Рыбак вернулся на берег моря, стал искать и звать Морскую деву, но она не появлялась. Прошло несколько лет, и волнами на берег вынесло мёртвое тело Девы. Рыбак оплакивал её и, когда на берег стала надвигаться буря, не ушёл, а умер на берегу от разрыва сердца от полноты своей любви. Священник повелел похоронить Рыбака и Деву за оградой кладбища как грешников. Но однажды в храме появились прекрасные белые цветы, которые выросли на этой могиле, и на проповеди к удивлению всех священник стал говорить о Любви. Затем он пошёл на берег моря и благословил море и морских тварей, но они уже ушли жить в другие края, и на могиле Рыбака и Девы больше не вырастали белые цветы.

### Мальчик-Звезда
Зимой, возвращаясь из леса, лесорубы видят падающую звезду и на месте её падения находят младенца, укутанного в плащ. Несмотря на бедность, один из лесорубов усыновляет мальчика. Через десять лет тот вырастает очень красивым, но жестоким: он мучает животных, бьёт и прогоняет нищих. Однажды мимо проходит грязная нищенка, которая слышит историю усыновления мальчика и говорит, что это её потерянный сын. Мальчик-Звезда не хочет иметь такую мать и прогоняет её. Однако после этого он становится похожим на жабу и покрывается чешуёй гадюки, а люди отворачиваются от него. Поняв, что он поступал неправильно, мальчик решает найти свою мать и три года странствует по свету. Он приходит к воротам города, где его продают в качестве раба колдуну. Тот назначает мальчику по очереди три задания: найти в лесу монету из белого золота, из жёлтого золота и из красного золота. Благодаря помощи Зайчонка, которого мальчик освободил из силка, мальчик находит нужные монеты, но каждый раз отдаёт их прокажённому, который сидит у ворот города, — по мнению мальчика, нужда прокажённого больше, чем его. Отдав третью монету, мальчик ждёт смерти от рук колдуна. Однако внезапно жители города приветствуют его как короля — по преданию, именно в этот день в город войдёт избранный, который станет новым королём. Прокажённый и нищенка оказываются королевской четой и родителями мальчика. Он получает от них прощение и становится добрым и справедливым правителем, однако из-за перенесённых страданий через три года умирает. А его преемник оказывается тираном.

## Художественные особенности
По оценкам специалистов, сказки сборника несут на себе влияние братьев Гримм и Ханса Кристиана Андерсена, а также ирландских сказок. Отмечалось также влияние на Уайльда его современника Уолтера Патера и его романа «Марий-эпикуреец», в особенности это касается сказки «Молодой король».

## Адаптации
В СССР были сняты два фильма по сказкам сборника:
- «Звёздный мальчик» (1958) — фильм-спектакль по произведениям «Звёздный мальчик», «День рождения Инфанты» и др.
- «Сказка о Звёздном мальчике» (1983) — двухсерийный телевизионный фильм по мотивам сказок «Звёздный мальчик» и «День рождения Инфанты»

Существует также несколько музыкальных адаптаций сказки «День рождения Инфанты», в том числе:
- сюита Франца Шрекера (Der Geburtstag der Infantin, 1908)
- балет Миклоша Раднаи (Az infánsnő születésnapja, 1913–1916)
- опера Александра фон Цемлинского (Der Zwerg, 1921)
- балет Элизабет Лаченс (The Birthday of the Infanta, 1932)
- балет Марио Кастельнуово-Тедеско (The Birthday of the Infanta, 1942)
- балет Вольфганга Фортнера (Die weiße Rose, 1950)